# Сив варан
Сивите варани (Varanus griseus) са вид влечуги от семейство Варанови (Varanidae).
Разпространени са в Северна Африка и Югозападна Азия.
Таксонът е описан за пръв път от Франсоа Мари Доден през 1803 година.

## Подвидове
- Varanus griseus caspius
- Varanus griseus griseus
- Varanus griseus koniecznyi